# К'юні (Техас)
К'юні (англ. Cuney) — місто (англ. town) в США, в окрузі Черокі штату Техас. Населення — 116 осіб (2020).

## Географія
К'юні розташоване за координатами 32°2′15″ пн. ш. 95°24′53″ зх. д. / 32.03750° пн. ш. 95.41472° зх. д. (32.037434, -95.414719).  За даними Бюро перепису населення США в 2010 році місто мало площу 4,26 км², уся площа — суходіл.

## Демографія
Згідно з переписом 2010 року, у місті мешкало 140 осіб у 56 домогосподарствах у складі 31 родини. Густота населення становила 33 особи/км².  Було 77 помешкань (18/км²).
Расовий склад населення:
| - 72,9 % — чорних або афроамериканців - 12,1 % — білих - 7,1 % — осіб інших рас |

До двох чи більше рас належало 7,9 %. Частка іспаномовних становила 12,1 % від усіх жителів.
За віковим діапазоном населення розподілялося таким чином: 27,9 % — особи молодші 18 років, 60,0 % — особи у віці 18—64 років, 12,1 % — особи у віці 65 років та старші. Медіана віку мешканця становила 41,7 року. На 100 осіб жіночої статі у місті припадало 81,8 чоловіків;  на 100 жінок у віці від 18 років та старших — 83,6 чоловіків також старших 18 років.
Середній дохід на одне домашнє господарство  становив 15 679 доларів США (медіана — 10 694), а середній дохід на одну сім'ю — 24 355 доларів (медіана — 16 250). За межею бідності перебувало 85,2 % осіб, у тому числі 71,4 % дітей у віці до 18 років та 84,6 % осіб у віці 65 років та старших.
Цивільне працевлаштоване населення становило 21 особа. Основні галузі зайнятості: освіта, охорона здоров'я та соціальна допомога — 47,6 %, транспорт — 19,0 %, сільське господарство, лісництво, риболовля — 19,0 %.